# Jean Bart
Jean Bart, o Jan Bart e Jan Baert in fiammingo (Dunkerque, 21 ottobre 1650 – Dunkerque, 27 aprile 1702), è stato un ammiraglio e corsaro francese.

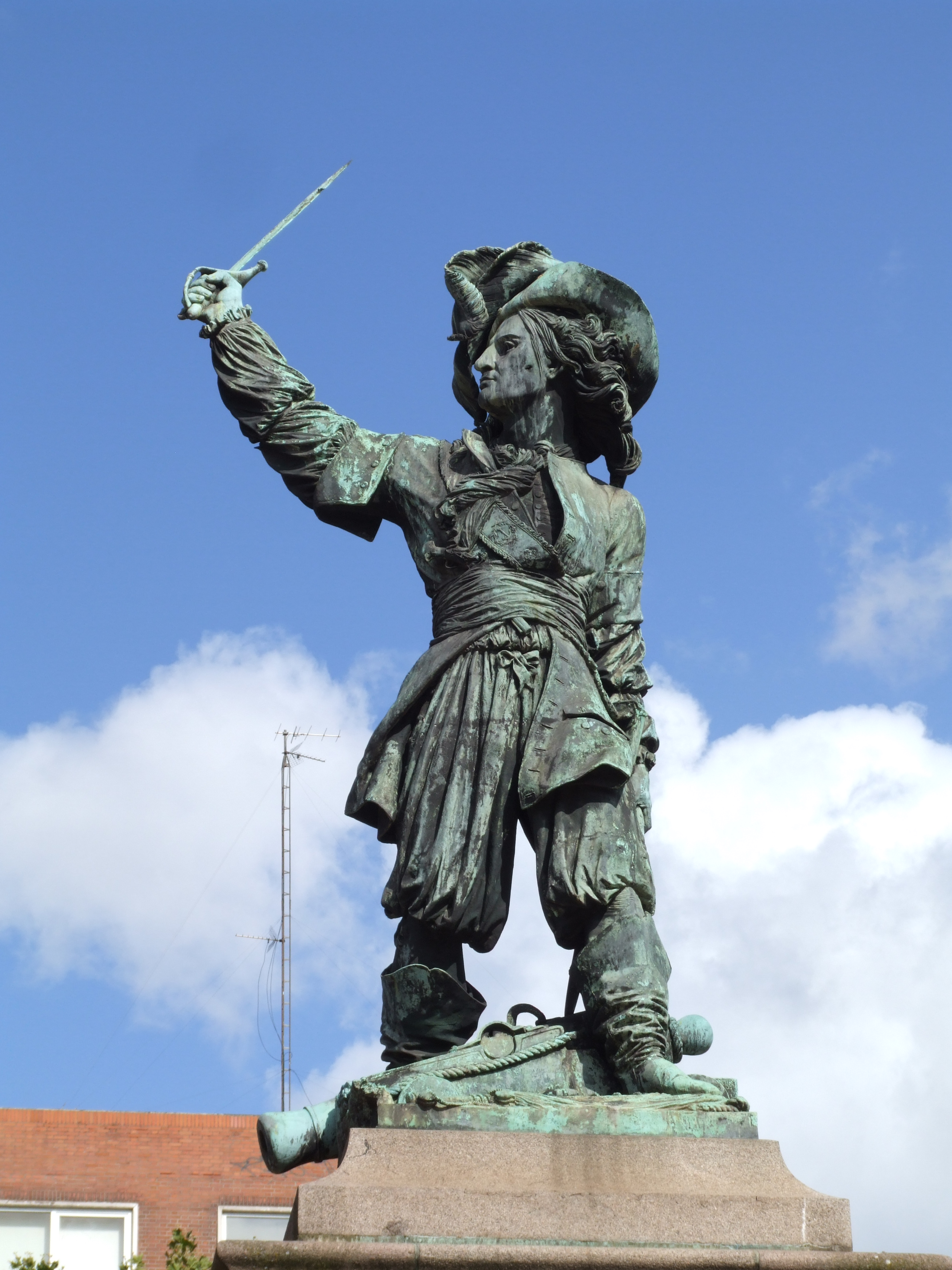
Statua in onore di Jean Bart in piazza Jean Bart a Dunkerque. Creato da David d'Angers nel 1845

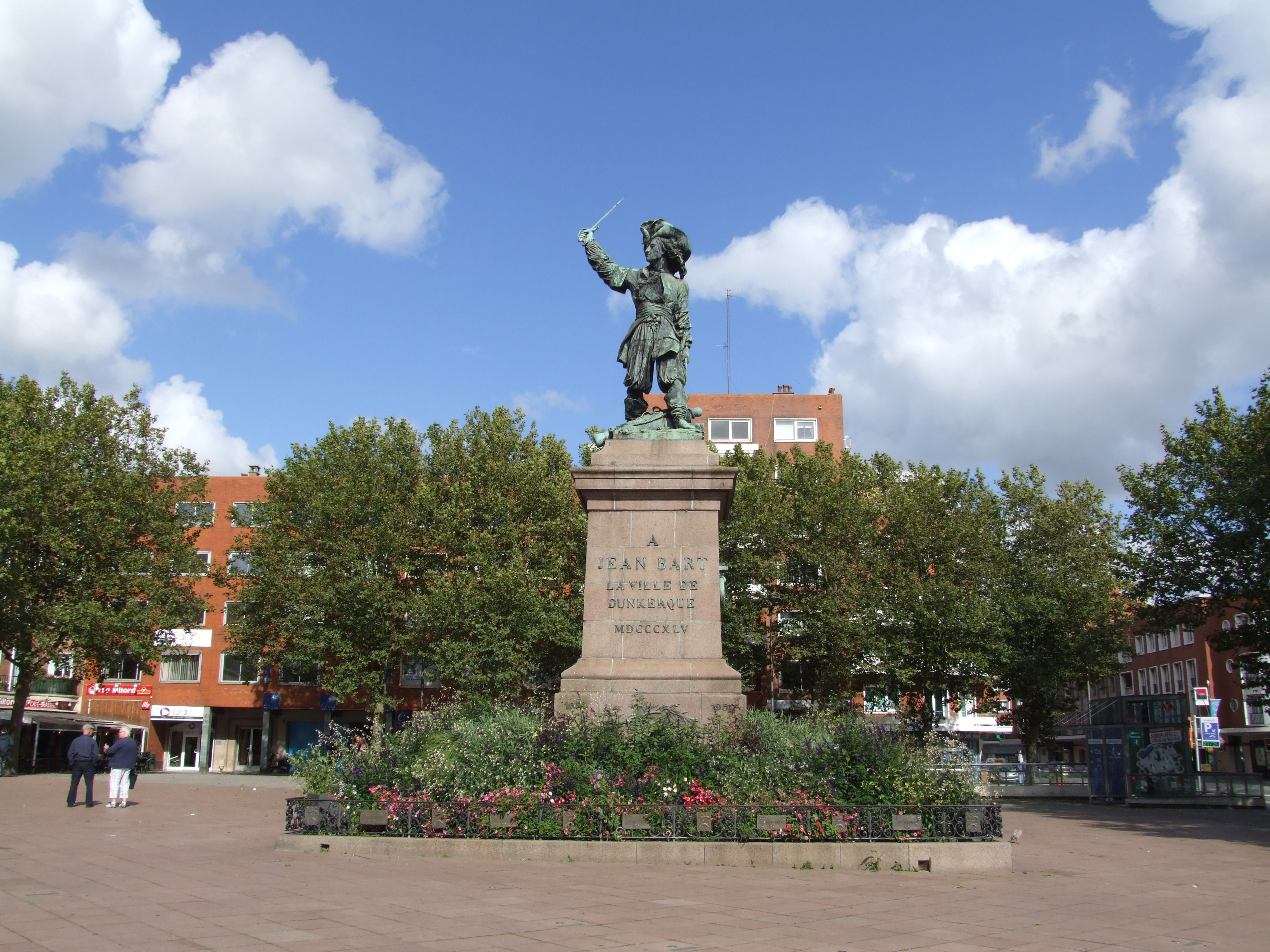
The Place Jean Bart nel centro di Dunkerque

Si è reso celebre per le sue imprese marine al servizio della Francia durante le guerre di Luigi XIV, per cui combatté.

## Biografia
Corsaro di Dunkerque proveniente da famiglia di marinai e militari, corsari dunkerchesi, secondogenito di Jean-Cornil Bart (1619-1668), che combatté per le Province Unite e Catherine, nata Jansen Rodrigues, di origini spagnolo-fiamminghe. Un suo antenato, Michel Jacobsen, era stato viceammiraglio per la Spagna e così molti altri antenati, capitani di navi pirate al servizio di Dunkerque e prosegue coi fratelli e i discendenti, tutti corsari al servizio della Marina Francese.
Dunkerque passò alla Spagna il 16 settembre 1652. Già con la Battaglia delle Dune, il 23 giugno 1658, l'armata di Turenne riprese Dunkerque agli spagnoli, la sera stessa Luigi XIV trasferì la città agli inglesi, allora alleati.
A undici anni e otto mesi, Jean Bart, allora suddito britannico, si imbarca come mozzo su una nave di contrabbandieri. Il 2 dicembre 1662, Luigi XIV entra a Dunkerque togliendo la città agli inglesi di Carlo II. Nel 1666 la Francia si allea con le Province Unite contro l'Inghilterra. Cornil Bart (padre di Jean) muore al servizio degli olandesi durante l'attacco di un vascello inglese. L'equipaggio del Cochon Gras, sul quale Jean si era imbarcato come luogotenente, è incaricato di sorvegliare gli inglesi. In estate, Jean si arruola come marinaio sul Les Sept Provinces, nave della flotta olandese, agli ordini del Viceammiraglio Michiel Van Ruyter.
Nel 1667 la flotta delle Province Unite risale il Tamigi e assedia Londra, quindi inglesi e olandesi siglano il trattato di Breda. Ruyter affida a Jean Bart il comando di un brigantino: Le Canard Doré.

### Corsaro al servizio del Re di Francia nella Guerra Olandese (1672-1678)
Nel 1672 Luigi XIV dichiarò guerra contro l'Olanda (guerra olandese), Jean Bart era in servizio come sottotenente su un bastimento leggero e decide di tornare in Francia con l'amico Charles Keyser. Nel 1673, si imbarca come secondo a bordo dell'"Alexander", sotto gli ordini di Willem Dorne, con lo scopo di praticare la guerra corsara. L'anno successivo, diviene comandante del "Re Davide", galeone armato di due cannoni. Il 2 aprile 1674, ottiene la sua prima cattura di un vascello olandese. Il 17 febbraio l'Inghilterra firma la pace con le Province Unite Olandesi, già alleate della Spagna. Il 6 aprile Bart conquista un'imbarcazione inglese, il 16 maggio una olandese. Quell'anno, si fece protagonista di altre otto conquiste. Nell'aprile 1676 si imbarca su "La Royale", munita di otto cannoni, con la quale sequestra quattro imbarcazioni da pesca. Poi a bordo del "Grand Louis", cattura altre ventotto imbarcazioni. Nel mese di settembre, la Francia dichiara guerra alla Lega Anseatica. Ad Amburgo "La Royale" viene assalita ma Bart raggiunge Dunkerque.
Il 3 febbraio 1675, all'età di 24 anni, si sposa con la sedicenne Nicole Goutier o Gontier (1659-1682), figlia di un ricco immobiliarista, con grande dote); come dono di nozze ottiene il comando de "L'Espérance", una fregata leggera dotata di 10 cannoni, che aveva catturato alle Province Unite. Grazie ad essa, quest'anno catturò venti bastimenti.
Nel 1676 incontra una flotta di "busses", scortata da una fregata di 12 cannoni che attacca e di cui conquista tre bastimenti e la fregata. Quattro giorni dopo, cattura altre dieci "busses" e una fregata di 12 cannoni. Incaricato da armatori privati, di comandare una fregata di 24 cannoni e 150 marinai d'equipaggio, ha scoperto, insieme ad altri quattro corsari, una flotta mercantile scortata da tre fregate, che raggiungono a Ostenda e conquistano dopo una battaglia di tre ore. Il 7 settembre 1676, conquista una fregata olandese di 36 cannoni di scorta a molti busses. Nel 1676 il numero delle catture di Jean Bart è pari a quante catturate nei diciassette anni precedenti e ciò attira l'attenzione del ministro della marina Colbert e dello stesso re, che gli invia una catena d'oro come ricompensa delle imprese.
A bordo de "La Palme", fregata munita di ventiquattro cannoni, Jean Bart salpò ne 1677 alla testa di una flotta di sei navi, catturando una ventina di imbarcazioni. A bordo del "Dauphin", fregata di quattordici cannoni, Jean Bart catturò un quattro alberi olandese. Al largo dell'isola di Texel, nel giugno 1678, una piccola flotta di quattro navi comandata da Jean Bart, affrontò la "Schiedam", fregata di 24 cannoni della flotta olandese. Nonostante Jean fosse stato gravemente ferito alle mani e al viso da una granata ed un proiettile gli avesse portato via strisce di carne dalle gambe, la Schiedam fu tuttavia catturata e rimorchiata a Dunkerque. A bordo della nave corsara "Mars" dotata di ventisei cannoni, riescì ancora a catturare diverse navi prima che il 10 agosto, Francia e Paesi Bassi firmassero il Trattato di Nimega, che pose fine alla guerra.
Morì di pleurite a 51 anni. Fu seppellito nella chiesa di Saint-Eloi nella sua città natale.